# Thioacide

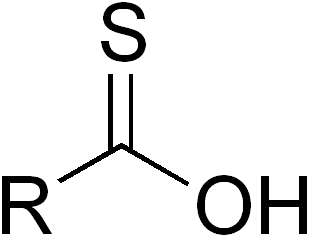
Formule topologique générale d'un O-thioacide

Les thioacides ou sulfacides sont des composés organosulfurés dérivés des acides carboxyliques (–C(=O)OH) dans lequel un atome d'oxygène ou les deux sont substitués par du soufre :
- –C(=O)SH : S-thioacide[1]
- –C(=S)OH : O-thioacide[1]
- –C(=S)SH : dithioacide[1]